# Nemacheilus banar
Nemacheilus banar är en fiskart som beskrevs av Jörg Freyhof och Serov 2001. Nemacheilus banar ingår i släktet Nemacheilus och familjen grönlingsfiskar. IUCN kategoriserar arten globalt som sårbar. Inga underarter finns listade i Catalogue of Life.